# Oskar Höcker (Schauspieler, 1840)
Oskar Höcker (* 13. Juni 1840 in Eilenburg; † 8. April 1894 in Berlin) war ein deutscher Schauspieler und Schriftsteller. Er ist der Bruder des Schriftstellers Gustav Höcker. Sein Sohn Paul Oskar Höcker war ebenfalls Schriftsteller.

## Leben
Oskar Höcker wurde in der Gemeinde Leipziger Steinweg vor Eilenburg als Sohn des Koloristen (in der Textilindustrie) Johann Gottfried Höcker und der Sophie Friederike (geb. Lange) geboren. Seine höhere Schulbildung erhielt er auf dem Gymnasium in Chemnitz. In der Folge begann er ein Studium der Chemie in Leipzig.
Im Alter von 19 Jahren wurde er Schüler des Königlich-Sächsischen Hofschauspielers Karl Porth in Dresden. Die Stationen seiner Bühnenlaufbahn waren unter anderem Bremen, Rostock, Reichenberg, Stettin, Meiningen und von 1866 bis 1882 das Hoftheater in Karlsruhe. Dort hielt er ständig Kontakt zu seinem Bruder Gustav. Von 1883 an stand er in Berlin auf allen großen Bühnen.
Seit seinem 25. Lebensjahr übte er seinen Doppelberuf als Schauspieler und Jugendschriftsteller aus. In letzterer Tätigkeit trat er 1865 die Nachfolge von Franz Hoffmann, des Herausgebers des Neuen deutschen Jugendfreunds an und veröffentlichte in dieser Heftreihe über 100 Bände. 
Mit dem bekannten Leipziger Verleger Arnold Hirt (Verlag Ferdinand Hirt & Sohn) begann er ab 1870 sein eigentliches schriftstellerisches Werk. In den von ihm verfassten kulturgeschichtlichen Erzählungen bringt er den jugendlichen Lesern in mehreren Bänden die Geschichte der christlichen Kirche und der Kulturgeschichte Deutschlands nahe. Auf der Höhe seines schauspielerischen und schriftstellerischen Erfolgs verstarb Höcker am 8. April 1894 in Berlin im Alter von 53 Jahren an schwerem Nervenleiden.

## Schriften (Auswahl)
- Soldatenleben im Kriege. Eine Erzählung aus Deutschlands jüngster Vergangenheit. Schmidt u. Spring, Stuttgart 1871
- Aus Moltkes Leben. Unterm Halbmonde. Historische Erzählung aus der Zeit der Wanderjahre eines deutschen Kriegshelden während seines Aufenthaltes im Osmanischen Reiche. Spamer, Leipzig 1873
- General von Werder, der Vertheidiger Süddeutschlands. Velhagen u. Klasing, Bielefeld u. a. 1874, Digitalisat
- Du sollst Deinen Bruder nicht hassen in Deinem Herzen! (3. Mos. 19, 17.). Eine schwedische Dorfgeschichte, der reiferen Jugend erzählt. Schmidt u Spring, Stuttgart 1874
- Die Rache ist mein! (5. Mos. 32, 35.). Eine Geschichte aus unserer Zeit, den Jungen und Alten erzählt. Schmidt u. Spring, Stuttgart 1875.
- Die Lüge ist ein häßlicher Schandfleck (Sir. 20, 26). Eine lehrreiche Erzählung für Knaben und Mädchen. Schmidt u. Spring, Stuttgart 1878.
- Das Ahnenschloss. Kulturgeschichtliche Erzählungen für die reifere Jugend. Ferdinand Hirt & Sohn, Leipzig
  - Band 1: Der Erbe des Pfeiferkönigs. Aus dem Reformatinszeitalter. 1879
  - Band 2: In heimlichem Bunde. Aus dem Jahrhundert des großen Krieges. 1879
  - Band 3: Zwei Riesen der Garde. Aus der Zeit des Zopfes und der Wachtparade. 1880.
  - Band 4: Deutsche Treue, welsche Tücke. Aus der Zeit der Freiheitskriege. 1881.
- Der Marschall Vorwärts und sein getreuer Piepenmeister. Historische Erzählung aus der Zeit der deutschen Befreiungskriege. Spamer, Leipzig 1880.
- Elternlos. Erzählung für die Jugend, 1880.
- Dämonen im Bauernhof. Eine Schwarzwälder Dorfgeschichte der reiferen Jugend und dem Volke erzählt.  Bagel, Düsseldorf 1882.
- Jesus, meine Zuversicht! Erzählung aus der Zeit des großen Kurfürsten. Bagel, Düsseldorf 1883.
- Schulstube und Schlachtfeld. Eine Erzählung für die Jugend. Bagel, Düsseldorf 1883.
- Preußens Heer - Preußens Ehr! Militär- und kulturgeschichtliche Bilder aus drei Jahrhunderten. Ferdinand Hirt & Sohn, Leipzig 1883.
  - Band 1: Kadett und Feldmarschall. Der große Kurfürst und seine Paladine
  - Band 2: Husarenkönig und Kürassiergeneral. Aus der Zeit des "Alten Fritz"
  - Band 3: Mit Gott für König und Vaterland. Aus den Tagen der Unterdrückung und der Befreiung
  - Band 4: Im Rock des Königs. Eine Erzählung aus den Jahren 1864 bis 1871.
- William Shakespeare und Altengland. Kulturhistorische Erzählung aus der Regierungszeit Elisabeths. Ebhardt, Berlin 1884.
- Der Sieg des Kreuzes. Kultur- und religionsgeschichtliche Bilder von der Entwicklung des Christentums. Ferdinand Hirt & Sohn, Leipzig
  - Band 1: Unter dem Joche der Cäsaren. Aus der Zeit des Kaisers Hadrian. 1884
  - Band 2: Durch Kampf zum Frieden. Aus der Zeit der Christenverfolgung unter Diokletian
  - Band 3: Zwei Streiter des Herrn. Aus der Zeit der Merowinger
  - Band 4: Ein deutscher Apostel. Aus der Zeit des Heiligen Bonifacius 1887
  - Band 5: Wuotans Ende. Aus der Zeit der Kämpfe Karls des Großen und Witukinds
- Bilder aus dem Städteleben Augsburgs und Nürnbergs. Wigand, Leipzig 1884.
- Friedrich der Große als Feldherr und Herrscher. Ein Lebensbild. Ferdinand Hirt & Sohn, Leipzig
- Merksteine deutschen Bürgertums. Kulturgeschichtliche Bilder aus dem Mittelalter. Ferdinand Hirt & Sohn, Leipzig 1886.
  - Band 1: Die Brüder der Hanse. Hist. Erzählung aus der Blütezeit d. nordd. Kaufmannsbundes
  - Band 2: Auf der Wacht im Osten. Aus den Zeiten der Polenkämpfe im 14. Jh.
  - Band 3: Stegreif und Städtebund. Aus der Zeit der Gründung des rheinischen Städtebundes
  - Band 4: Im goldenen Augsburg. Blütezeit des süddt. Handels und Gewerbes im Mittelalter
  - Band 5: Im Zeichen des Bären. Kulturgesch. Erzählung aus Berlins Vergangenheit
- Der Storchenbauer. Eine Dorfgeschichte aus dem badischen Schwarzwald für die Jugend. Schmidt u. Spring, Stuttgart u. a. 1886.
- Kaiser Friedrich als Prinz, Feldherr und Herrscher. Leo, Berlin 1888.
- Unsere deutsche Flotte. Von der Flagge des großen Brandenburgers bis zu Schwarz-Weiß-Roten. Ferdinand Hirt & Sohn, Leipzig
  - Band 1: Der Schiffsjunge des großen Kurfürsten. Eine Erzählung aus dem 17. Jh.
  - Band 2: Der Seekadett von Helgoland. Eine Erzählung aus unseren Tagen.
- Fürs Vaterland! Eine Geschichte aus Deutschlands größten Tagen. Schmidt u. Spring, Stuttgart 1888.
- Die Turmkäte von Köln. Erzählung aus dem rheinischen Kaufmannsleben im 16. Jahrhundert. Mehring, Berlin 1888.
- Spare in der Zeit, so hast Du in der Not. Eine Erzählung aus dem oberschlesischen Volksleben. Woywod, Breslau 1891.
- Das Kind des Seiltänzers. Eine Erzählung für die liebe Jugend. Schmidt u. Spring, Stuttgart 1893.

Neuausgaben:
- Robinson Crusoe. Nach der Defoe'schen Erzählung. Nachdr. der 5. Aufl. (9.–13. Tsd.) Berlin, Meidinger 1895. Melchior-Verl., Wolfenbüttel 2007. ISBN 978-3-939791-14-0